# Weissella thailandensis
Bacteri grampositiu del gènere Weissella. Presenta morfologia de coc, i les cèl·lules no són mòbils. Pot créixer a temperatures d'entre 25 °C i 37 °C però no a 42 °C.
Produeix àcid a partir de fructosa, arabinosa, mannosa i maltosa, entre d'altres. El seu contingut en G+C és del 38%.
L'espècie es va aïllar per primer cop de pla ra (peix fermentat), un menjar típic de la gastronomia de Tailàndia.